# Ixtapan de la Sal
Ixtapan de la Sal è un comune del Messico, situato nello stato di Messico.